# Éric Fombonne
Pour les articles homonymes, voir Fombonne.
Éric Fombonne (né à Paris en 1954) est un psychiatre et épidémiologiste français. Il a exercé à Montréal, notamment à l'université McGill, dans l'étude de la dépression clinique,. Il exerce désormais à l'OHSU de Portland.

## Axes de recherche
Il a travaillé sur l'anorexie mentale et la boulimie au King's College de Londres, en Angleterre. 
En 2001, il a mené une méta-analyse des études épidémiologiques disponibles pour obtenir des preuves de la prévalence de l'autisme. Son examen a conclu que la prévalence de l'autisme est de 25/10 000 et le taux de l'ensemble des troubles envahissants du développement autour de 90/10 000. Cependant, il a également noté plusieurs études récentes indiquant un taux beaucoup plus élevé que la prévalence actuelle, avec une plus grande inclusion. Il attribue l'augmentation apparente des cas d'autisme à une meilleure reconnaissance de l'autisme, et fait valoir que la croyance en une épidémie d'autisme est actuellement sans fondement, sauf preuve du contraire.

## Travaux publiés
Fombonne a écrit plus de 260 rapports scientifiques dans des revues évaluées par les pairs, et 40 chapitres dans des livres. Il a été rédacteur en chef adjoint du Journal of Autism and Developmental Disorders [« Journal de l'Autisme et des Troubles du Développement »], de 1994 à 2003.
- (en) S. Chakrabarti et E. Fombonne, « Pervasive developmental disorders in preschool children », JAMA, vol. 285, no 24,‎ 27 juin 2001, p. 3093–3099 (ISSN 0098-7484, PMID 11427137, lire en ligne, consulté le 4 décembre 2016)
- (en) Suniti Chakrabarti et Eric Fombonne, « Pervasive developmental disorders in preschool children: confirmation of high prevalence », The American Journal of Psychiatry, vol. 162, no 6,‎ 1er juin 2005, p. 1133–1141 (ISSN 0002-953X, PMID 15930062, DOI 10.1176/appi.ajp.162.6.1133, lire en ligne, consulté le 4 décembre 2016)